# Laramidia

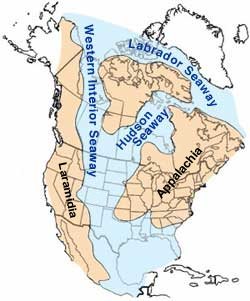
La zona del Nord America nel tardo Cretaceo (100 milioni di anni fa)

Laramidia era un continente insulare del periodo del tardo Cretaceo. Era situato nell'area dell'attuale America settentrionale corrispondente alla zona centro-occidentale di Alaska, Canada, Stati Uniti e Messico. Si affacciava ad ovest sull'attuale Oceano Pacifico e ad est sul Passaggio Occidentale Interno che divideva in due l'attuale continente nordamericano.

## Fauna
Il continente perduto annoverava tra i suoi abitanti i seguenti dinosauri:
- Tyrannosaurus rex: il re dei predatori;
- Triceratops: un grande erbivoro;
- Edmontosaurus: con un becco d'anatra;
- Kosmoceratops: un tipo di ceratopside;
- Titanosaurus: un sauropode gigante.[1]